# کالیکسا-لاواله، کبک
کالیکسا-لَوَلِه (به فرانسوی: Calixa-Lavallée) قصبه‌ای در منطقه شهری مارگریت-دیوویل ناحیه مونترژی در استان کبک کانادا است. در سرشماری سال ۲۰۱۱ این قصبه ۵۱۷ نفر جمعیت داشته‌است و مساحت آن ۳۲٫۴۲ کیلومتر مربع است.